# ایالت‌ها و قلمروهای استرالیا

## ایالت‌ها و قلمروهای اصلی
- کوئینزلند
- استرالیای جنوبی
- استرالیای غربی
- ویکتوریا
- تاسمانی
- سرزمین شمالی
- ناحیه پایتختی استرالیا
- نیو ساوت ولز

## سرزمین‌های بیرونی
- جزیره‌های آشمور و کارتیر
- جزیره کریسمس
- جزایر کوکوس
- جزیره‌های دریای کورال
- جزیره هرد و جزایر مک دونالد
- جزیره نورفولک

1. ↑  ادعاهای ارضی در جنوبگان are generally سیستم پیمان جنوبگان by the سازمان ملل متحد.